# Leptotyphlops macrops
Leptotyphlops macrops este o specie de șerpi din genul Leptotyphlops, familia Leptotyphlopidae, descrisă de Donald G. Broadley și Wallach 1996. Conform Catalogue of Life specia Leptotyphlops macrops nu are subspecii cunoscute.